# Oorlogsmetaal
Oorlogsmetaal is een surrogaat voor metaal van betere kwaliteit. Tijdens oorlogen wordt het gebruik van ertsen en metalen door de overheid aan een vergunningstelsel onderworpen. Men heeft staal en nikkel nodig voor de oorlogsindustrie, Ook wolfraam, koper, aluminium, ijzer en molybdeen zijn strategisch belangrijke metalen. Het gebruik van goud en zilver wordt aan banden gelegd om de economie te reguleren en kapitaalvlucht te voorkomen.

## Oorlogsmetaal en munten
Om te voorkomen dat de burgers zilvergeld gaan opsparen en de muntcirculatie stokt kozen de circulatiebanken tijdens oorlogen voor pasmunt en geldstukken van oorlogsmetaal zoals zink. Ook in Nederland werden dergelijke munten tijdens de Tweede Wereldoorlog in omloop gebracht.

## Oorlogsmetaal en sieraden
Tijdens de napoleontische oorlogen leverden patriottische Pruisische dames onder aanvoering van prinses Marianne van Pruisen hun gouden en zilveren sieraden in om zo de oorlogskas van hun land te vullen. Het werd mode om sieraden van gezwart gietijzer, het zogenaamde "Fer de Berlin" te dragen. In 1871 zag men dit gebruik wederom. De gietijzeren sieraden zijn zeer verfijnd uitgevoerd. 

## Oorlogsmetaal en onderscheidingen

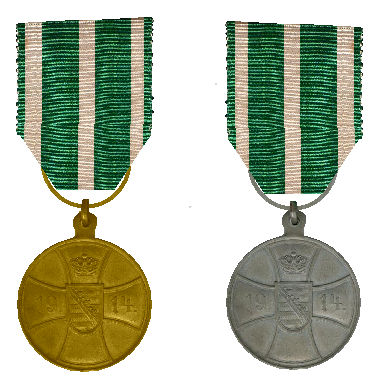
Medailles in brons en in zink

Tijdens de Eerste Wereldoorlog gingen de Duitse regeringen ertoe over de verschillende Duitse orden en eretekens in plaats van goud, zilver en brons van inferieure metalen als geverfd zink, Berlijns zilver of ander minderwaardig oorlogsmetaal te laten maken. Er zijn wel kruisen van de Pruisische Kroonorde van verguld tombak gefabriceerd. De verschillende legeringen en alliages worden "Kriegsmetall" genoemd.

## Voorbeelden van oorlogsmetalen versierselen
- Het Moederkruis in nazi-Duitsland
- Het Vorstelijk Reussisch Ereteken
- De Saksisch-Ernestijnse Huisorde
- De Kroonorde van Pruisen
- De Jubileumsmedaille voor het Gouden Huwelijk in 1918 in Beieren
- Het Vorstelijk Schwarzburgs Erekruis
- Het Medaille voor Verdienste in Oorlogstijd van Saksen-Meiningen in 1918
- Het Erekruis voor Verdienste aan het Thuisfront van het Groothertogdom Saksen in 1918

Het inferieure metaal zorgt ervoor dat de decoraties in een aantal gevallen slecht geconserveerd kunnen worden. Ze oxideren, verkleuren, krijgen de tinpest of schilferen. De handelswaarde kan desondanks hoger liggen dan die van de gouden en zilveren versierselen uit vredestijd. De intrinsieke waarde is afhankelijk van de prijs van bewerkt edelmetaal en de marktwaarde is afhankelijk van vraag en aanbod. Soms is een oorlogsmetalen versiersel zeldzamer dan een zilveren versiersel van dezelfde onderscheiding.